# Thamnocalamus
Thamnocalamus là một chi thực vật có hoa trong họ Hòa thảo (Poaceae).

## Loài
Chi Thamnocalamus gồm các loài: